# Daddy's Home
Daddy's Home är en amerikansk komedifilm från 2015, regisserad av Sean Anders och skriven av Brian Burns, Anders och John Morris. Huvudrollerna spelas av Will Ferrell, Mark Wahlberg och Linda Cardellini.  
Inspelningen påbörjades den 17 november 2014 i New Orleans, Louisiana. Filmen är den andra i vilken Ferrell och Wahlberg tillsammans medverkar. 2010 var de båda med i actionkomedifilmen The Other Guys. Filmen hade allmän biopremiär i USA den 25 december 2015 och disturberades av Paramount Pictures.

## Handling
Brad (Ferrell) är en mild radioman som gör allt för att vara en god styvfar till sin fru Saras (Cardellini) två barn, Megan och Dylan. En kväll hör barnens biologiska far Dusty (Wahlberg) av sig och upptäcker att Sara har gift om sig. Han meddelar plötsligt att han kommer på besök följande dag. Sara är tveksam över att hennes före detta make ska gästa deras hem, men Brad övertygar henne om vikten för barnen att låta deras far och styvfar lära känna varandra.  

## Medverkande
- Will Ferrell som Brad Whitaker [4]
- Mark Wahlberg som Dusty Mayron [4]
- Linda Cardellini[5] som Sara Whitaker
- Scarlett Estevez som Megan Mayron
- Owen Vaccaro som Dylan Mayron
- Hannibal Buress[6] som Griff

- Paul Scheer som DJ "The Whip"[7]

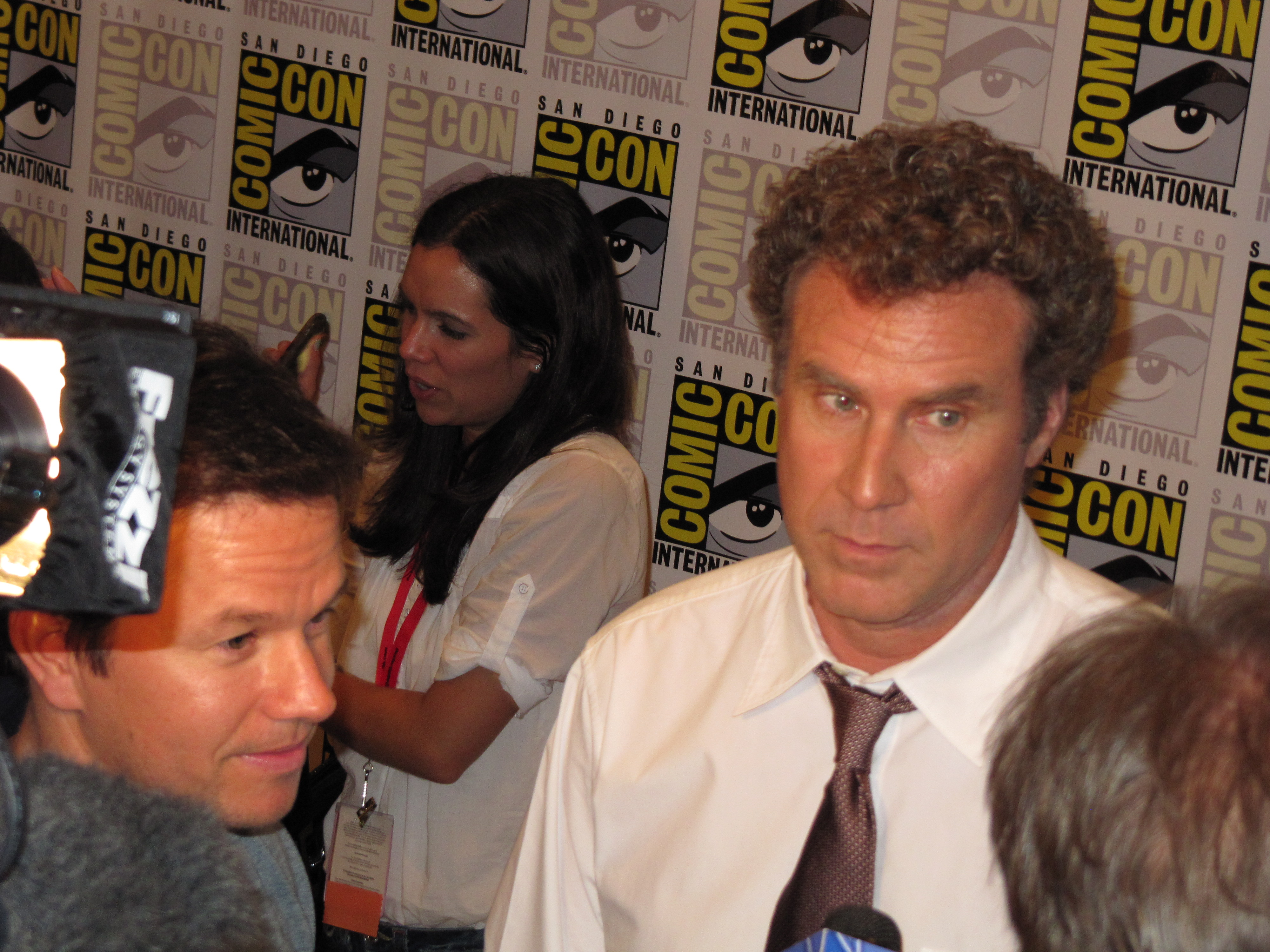
Mark Wahlberg och Will Ferrell

- Bobby Cannavale som Dr. Emilio Francisco
- Thomas Haden Church som Leo
- Billy Slaughter som Squidward
- Jamie Denbo som Doris
- Bill Burr som Jerry
- Mark L. Young som Tandläkare
- John Cena som Roger
- Alessandra Ambrosio som Karen
- Chris Henchy som Jason Sinclair / Panda DJ

## Produktion
Daddy's home började spelas in den 17 november 2014 i New Orleans, Louisiana. Den 21 januari 2015 spelades en scen in under en match mellan New Orleans Pelicans och Los Angeles Lakers där Ferrell kastar en basketboll i ansiktet på en cheerleader, spelad av stuntkvinnan och wrestlern Taryn Terrell. Filmningen beräknades bli färdig den 3 februari 2015, men pågick till den 6 februari.